# Kepler-42
Kepler-42 — звезда, которая находится в созвездии Лебедя на расстоянии около 126 световых лет от нас. Вокруг звезды обращаются, как минимум, три планеты.

## Характеристики
Kepler-42 — звезда 16,12 видимой звёздной величины; впервые упоминается в каталоге 2MASS под наименованием 2MASS J19285255+4437096. До недавнего времени система была известна под названием «KOI-961», которое представляет собой номер объекта из каталога кандидатов от телескопа Кеплер. Позже системе было дано название «Kepler-42».
Звезда представляет собой чрезвычайно тусклый и холодный красный карлик, имеющий массу и радиус, равные 13 % и 17 % солнечных соответственно. Температура поверхности составляет около 3068 кельвинов.

## Планетная система

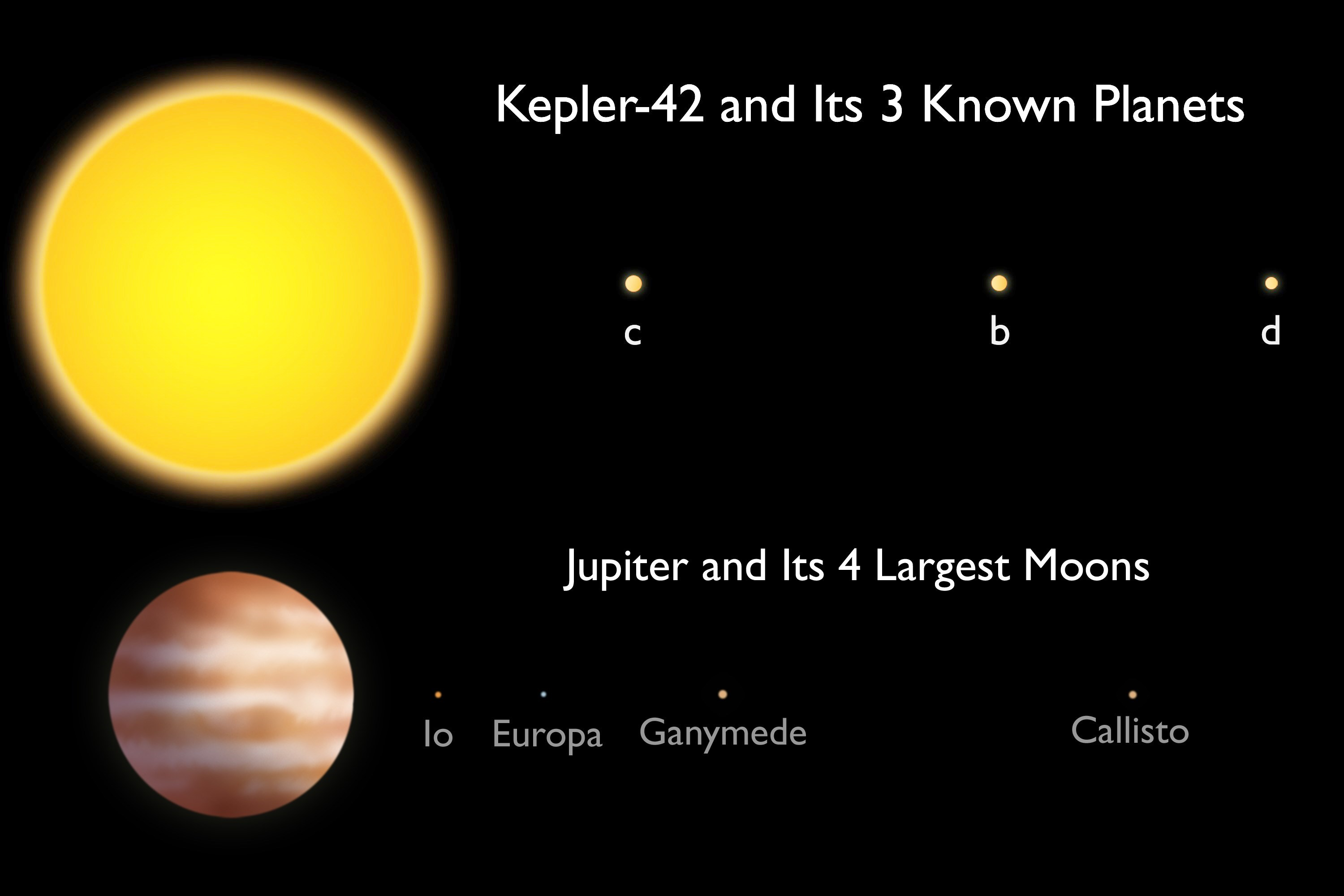
Сравнительные размеры планетной системы Kepler-42 и Юпитера с его крупнейшими лунами

В начале 2012 года группой астрономов было объявлено об открытии трёх планет в системе. Учёные пользовались данными, полученными орбитальным телескопом Кеплер, которые были выложены в свободный доступ.
Это открытие является рекордным для астрономии: впервые были обнаружены столь малые по размерам планетарные объекты. Самая маленькая из них, Kepler-42 d, по диаметру сопоставима с Марсом. Массы планет неизвестны, однако, предположительно все три планеты имеют железно-каменный состав, похожий на состав планет земной группы.
Близкое расположение орбит планет к родительской звезде не позволяет надеяться, что на них может существовать жизнь: температура поверхности слишком высока для этого. К примеру, на ближайшей к из них, Kepler-42 c, по расчётам, поверхность прогревается до 455 градусов Цельсия.
| Температура     | Kepler-42 c  | Kepler-42 b  | Kepler-42 d  | Земля        |
| --------------- | ------------ | ------------ | ------------ | ------------ |
| Кельвин Цельсий | 728 K 455 °C | 524 K 251 °C | 454 K 181 °C | 255 K −18 °C |
| Примечания:     |              |              |              |              |

| Планета | Масса (M⊕) | Радиус (R⊕) | Период обращения (дней) | Большая полуось орбиты (а.е.) | Эксцентриситет орбиты |
| ------- | ---------- | ----------- | ----------------------- | ----------------------------- | --------------------- |
| b       | <2,73      | 0,78±0,22   | 1,2137672               | 0,0116                        | -                     |
| c       | <2,06      | 0,73±0,20   | 0,45328509              | 0,0060                        | -                     |
| d       | <0,9       | 0,57±0,18   | 1,865169                | 0,0154                        | -                     |